# Mark Ruffalo
Mark Alan Ruffalo (født 22. november 1967) er en amerikansk skuespiller.

## Opvækst
Ruffalo, som er af italiensk og fransk-canadisk afstamning, blev født i Kenosha, Wisconsin, som søn af Marie Rose, en frisør og stylist og Frank Lawrence Ruffalo, Jr., en bygningsmaler. Han har tre søskende: to søstre, Tania og Nicole og en bror, Scott. Ruffalo har beskrevet sig selv som et "glad barn"  og hans opvækst fandt sted i "en kæmpestor italiensk familie med masser af kærlighed". Han gik på en progressiv skole og blev opdraget i det bahaiske samfund, som hans far var tilhænger af. Ruffalo tilbragte sine teenageår i Virginia Beach, Virginia, hvor hans far arbejdede, hvor han dimitterede fra First Colonial High School. Han flyttede derefter med sin familie til San Diego, Californien og senere til Los Angeles, Californien, hvor han tog lektioner Stella Adler Conservatory og var med til at grundlægge Orpheus Theatre Company. Sammen med OTC, skrev, instruerede og medvirkede han i adskillige forestillinger og tilbragte de næste 9 år som bartender.

## Karriere
Ruffalo havde en mindre rolle i flere film, såsom The Dentist (1996), krimi-komedien Safe Men (1998) og Ang Lees omtalte borgerkrigs westernfilm Ride with the Devil (1999). Efter han mødte Kenneth Lonergan, begyndte Ruffalo at samarbejde med Lonergan og medvirkede i flere af hans forestillinger, inklusiv at han var med i det oprindelige cast til This is Our Youth (1998), som førte til hans rolle som Laura Linneys forstyrrede, håbløse bror, Terry, i Lonergans omtalte Academy Award-nominerede film fra 2000, You Can Count on Me. Han modtog for hans præsentation blandet anmeldelser og blev ofte sammenlignet med den unge skuespiller Marlon Brando og han vandt priser fra Los Angeles Film Critics Association og Montreal World Film Festival.
Dette førte til større roller, inklusiv i film som XX/XY (2002), Isabel Coixets My Life Without Me overfor Sarah Polley (2003), Jane Campions In the Cut overfor Meg Ryan (2003), Michel Gondrys Eternal Sunshine of the Spotless Mind (2004) og We Don't Live Here Anymore (2004), som er baseret på to noveller af Andre Dubus. Han spillede overfor Tom Cruise, som drabsefterforsker Michael Manns omtalte krimi-thriller Collateral (2004). En del af hans roller er i flere "tøsefilm", hvor han spiller den romantiske mandlige hovedrolle, fx i View from the Top (2002), 13 snart 30 (2004), Just Like Heaven (2005) og Rumor Has It (2005). I 2006, medvirkede Ruffalo i Clifford Odetss Awake and Sing! på Belasco Theater i New York, for hvilken han blev nomineret til en Tony Award i kategorien "Best Featured Actor in a Play". I marts 2007, medvirkede han i Zodiac som SFPD drabschef Dave Toschi, som ledte en efterforskning i forsøg på at afsløre og indfange Zodiac Killer fra 1969 gennem det mest af 1970'erne. I oktober 2007 spillede Ruffalo den skilte advokat, Dwight Arno, som ved et biluheld kommer til at dræbe et barn, hvorefter han stikker af, i Terry Georges film Reservation Road baseret på romanen af samme navn skrevet af John Burnham Schwartz.

## Privatliv
I 2002 fik Ruffalo diagnosen, at han havde en svulst i hjernen og efter operationen led han af delvise lammelser i ansigtet, selvom at svulsten havde været godartet. Han kom sig helt efter lammelsen og vendte tilbage til et aktivt liv og filmkarriere. 
Han har været gift med den fransk-amerikanske skuespiller Sunrise Coigney (født Christina Sunrise Coigney) siden 11. juni 2000, og de har sammen 3 børn: en søn Keen født i 2001, en datter Bella født i 2005, og deres tredje barn, datteren Odette blev født den 20. oktober 2007 i  Los Angeles, Californien.

## Udvalgt filmografi
| År   | Titel                                     | Rolle                  |
| ---- | ----------------------------------------- | ---------------------- |
| 1996 | The Last Big Thing                        | Brent Benedict         |
| 1996 | The Dentist                               | Steve Landers          |
| 1997 | On the 2nd Day of Christmas               | Bert                   |
| 1998 | Safe Men                                  | Frank                  |
| 1998 | 54                                        | Ricko                  |
| 1999 | Ride with the Devil                       | Alf Bowden             |
| 2000 | You Can Count on Me                       | Terry Prescott         |
| 2000 | Committed                                 | T-Bo                   |
| 2001 | The Last Castle                           | Yates                  |
| 2001 | Life/Drawing AKA Apartment 12             | Alex                   |
| 2002 | XX/XY                                     | Coles                  |
| 2002 | Windtalkers                               | Private Pappas         |
| 2003 | My Life Without Me                        | Lee                    |
| 2003 | View from the Top                         | Ted Stewart            |
| 2003 | In the Cut                                | Detektiv Malloy        |
| 2004 | We Don't Live Here Anymore                | Jack Linden            |
| 2004 | Evigt solskin i et pletfrit sind          | Stan                   |
| 2004 | 13 snart 30                               | Matt Flamhaff          |
| 2004 | Collateral                                | Fanning                |
| 2005 | Just Like Heaven                          | David Abbott           |
| 2005 | Rumor Has It                              | Jeff Daly              |
| 2006 | All the King's Men                        | Adam Stanton           |
| 2007 | Zodiac                                    | Inspektør David Toschi |
| 2007 | Reservation Road                          | Dwight Arno            |
| 2008 | Blindness                                 | Doktor                 |
| 2009 | The Brothers Bloom                        | Stephen                |
| 2010 | Shutter Island                            | Chuck Aule             |
| 2010 | The Kids Are All Right                    | Paul                   |
| 2011 | Margaret                                  | Gerald Maretti         |
| 2012 | The Avengers                              | Dr. Bruce Banner/Hulk  |
| 2013 | Now You See Me                            | Dylan Rhodes           |
| 2013 | Can a Song Save Your Life?                | Dan Mulligan           |
| 2015 | Avengers: Age of Ultron                   | Dr. Bruce Banner/Hulk  |
| 2016 | Spotlight                                 | Michael Rezendes       |
| 2016 | Now You See Me 2                          | Dylan Rhodes           |
| 2017 | Thor: Ragnarok                            | Dr. Bruce Banner/Hulk  |
| 2018 | Avengers: Infinity War                    | Dr. Bruce Banner/Hulk  |
| 2021 | Shang-Chi and the Legend of the Ten Rings | Dr. Bruce Banner/Hulk  |
| 2022 | The Adam Project                          | Louis Reed             |
| 2023 | Poor Things                               | Duncan Wedderburn      |